# Optical time-domain reflectometer

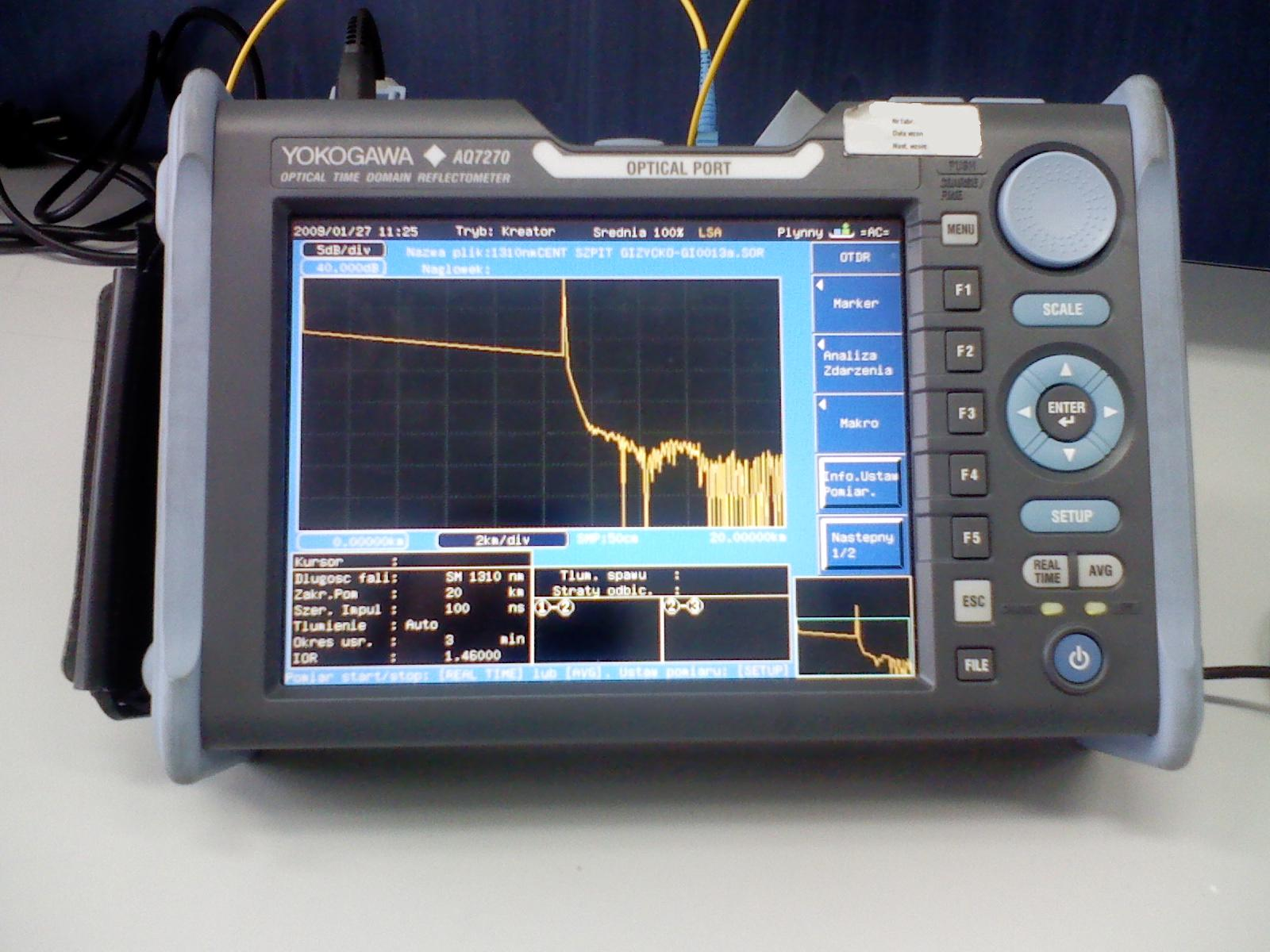
OTDR

Een optical time-domain reflectometer, vaak afgekort tot OTDR, is een meetinstrument om glasvezelkabels door te meten. Een OTDR wordt vaak gebruikt om te controleren of een glasvezeltraject binnen de vooraf gestelde eisen functioneert. Het is ook een handig hulpmiddel om bij een glasvezelbreuk te bepalen waar een storing is opgetreden.
De OTDR wordt aangesloten op de te meten glasvezelverbinding. Wanneer de meting begint, wordt een kortstondige lichtpuls de vezel in gestuurd. Deze lichtpuls verplaatst zich door de glasvezel. De reflectie van het licht die daarbij in de vezel optreedt door verontreinigingen in de glasvezel gaat in omgekeerde richting door de glasvezel terug naar de OTDR. Het optische niveau van dit signaal hiervan wordt gemeten en afgezet tegen de tijd die nodig was om door de vezel heen en terug te gaan. Op deze manier is het mogelijk een grafiek te maken met daarin de demping, dus de afname van het vermogen van het licht, van de glasvezel als functie van de afstand.
Lassen, verbindingen en andere kenmerken van een glasvezeltraject kunnen door een glasvezelspecialist in deze grafiek worden herkend. Op deze manier kunnen glasvezelnetwerken worden doorgemeten voor oplevering of storingen worden gelokaliseerd. Het niveau van de uitgaande lichtpuls ligt veel hoger dan van het terugkerend signaal. Vaak wordt daarom een voorspanhaspel, een rol met glasvezel van enkele honderden meters, tussen de meter en de te controleren glasvezel aangesloten. Hiermee wordt voorkomen dat het eerste deel van het traject niet kan worden gemeten.
Twee kabels glasvezel kunnen met fusielassen aan elkaar worden gekoppeld.

## Websites
- YouTube. Reading an OTDR Trace